# Sierra Amarilla
La Sierra Amarilla (en portugués, Serra Amarela) es la novena elevación más alta de Portugal continental, con 1.361 metros de altitud en su cima (Louriça). Se encuentra en Miño, entre las sierras de Gerez y Suazo, formando parte del sistema montañoso Peneda-Gerez. Se encuentra en los municipios de Ponte da Barca, Terras de Bouro y Vila Verde. Limita al norte con el río Limia y al sur con el río Homem.
El punto más alto (Louriça) está a una altitud de 1361 metros, entre Ponte da Barca y Terras de Bouro. Sin embargo, la sierra se prolonga hacia el oeste (una zona de menor altitud), y se extiende por el municipio de Vila Verde, en el pueblo de Mixões da Serra, en Valdreu.
En esta sierra podemos encontrar dos subespecies del lobo ibérico, el lobo de Sierra Amarilla, que se extiende por los municipios de Ponte da Barca y Terras de Bouro, y el lobo de Vila Verde, que se localiza en el municipio de Vila Verde.
Está incluida en el Parque Nacional de Peneda-Gerez.
Al pie de esta sierra, hacia el sur, frente a la margen derecha del río Homem, se encuentra la presa de Vilarinho das Furnas, cuya construcción, en 1971, sumergió la villa homónima.

## Aldeas situadas en las laderas de la Sierra Amarilla
- Lindoso (Ponte da Barca)
- Germil (Ponte da Barca)
- Ermita (Ponte da Barca)
- Campo do Gerês (Terras de Bouro)
- Vilarinho da Furna (Terras de Bouro)
- Brufe (Terras de Bouro)
- Cutelo (Terras de Bouro)
- Cortinhas (Terras de Bouro)
- Mixões da Serra (Vila Verde)